# رکوپا سودامریکانا
کونمبول رکوپا سودامریکانا که همچنین به عنوان رکوپا سودامریکانا یا کونمبول رکوپا شناخته می‌شود، یک رقابت بین‌المللی فوتبال باشگاهی سالانه است که از سال ۱۹۸۸ توسط کونمبول برگزار می‌شود. این مسابقه بین قهرمانان سال قبل جام لیبرتادورس و جام سودامریکانا، رقابت‌های باشگاهی برتر آمریکای جنوبی برگزار می‌شود.
این مسابقه در طول عمر خود چندین فرمت داشته‌است. در ابتدا قهرمانان جام لیبرتادورس و سوپرکوپا لیبرتادورس باهم رقابت می‌کردند. در سال ۱۹۹۸، سوپرکوپا لیبرتادورس متوقف شد و رکوپا به تعطیلی کشیده شد. رقابت با یک سری دو پا که در حال حاضر استفاده می‌شود یا یک مسابقه تک در یک مکان بی‌طرف مورد مناقشه قرار گرفته‌است. همراه با تورنمنت‌های فوق، یک باشگاه این شانس را دارد که در یک سال یا فصل، سه‌گانه کونمبول را به دست آورد. با این حال، اگر جام لیبرتادورس و جام سودامریکانا توسط یک تیم برنده شوند، طبق مقررات ماده ۱٫۷ کوپا لیبرتادورس، نایب قهرمان هر دو رقابت یک یا دو مسابقه برای تصمیم‌گیری اینکه چه تیمی در رکوپا بازی خواهد کرد انجام خواهند داد.
آخرین قهرمان این رقابت‌ها، باشگاه آرژانتینی راسینگ است که در سال ۲۰۲۵ بوتافوگو را شکست داد. باشگاه آرژانتینی بوکا جونیورز موفق‌ترین باشگاه تاریخ جام است که چهار بار قهرمان این مسابقات شده‌است. باشگاه‌های برزیلی با سیزده قهرمانی بیشترین قهرمانی را به دست آورده‌اند در حالی که برزیل دارای بیشترین تیم‌های برنده است که ده باشگاه عنوان قهرمانی را کسب کرده‌اند. جام توسط ۲۳ باشگاه فتح شده‌است و چهار باشگاه متوالی قهرمان شده‌اند: سائوپائولو، ال‌دی‌یو کیتو، بوکا جونیورز و ریور پلاته به ترتیب در سال‌های ۱۹۹۴، ۲۰۱۰، ۲۰۰۶ و ۲۰۱۶ با موفقیت از عنوان قهرمانی خود دفاع کردند.

## تاریخچه
هنگامی که سوپرکوپا سودامریکانا در سال ۱۹۸۸ ایجاد شد، یک رقابت جدید سوپر جام قاره‌ای در آمریکای جنوبی قابل اجرا شد. کونمبول نام رقابت جدید رکوپا سودامریکانا را برگرفته از رکوپا سودامریکانا د کلوبس که در سال‌های ۱۹۷۰ و ۱۹۷۱ برگزار شد، نامگذاری شد. رکوپا سودامریکانا که بین برندگان دو رقابت باشگاهی برتر آمریکای جنوبی مورد مناقشه قرار گرفت، از نظر زمانی به رکوپا سودامریکانا که در سال ۱۹۶۸ ایجاد شد و بین برندگان سابق جام بین قاره‌ای آمریکای جنوبی، رکوپا سودامریکانا د کلوبس، مورد مناقشه برندگان جام رقابت می‌کرد، مرتبط نیست. اولین بازی در سال ۱۹۸۹ برگزار شد و تیم ناسیونال اروگوئه و تیم آرژانتینی راسینگ به مصاف هم رفتند. ناسیونال در دو بازی، موفق شد پس از پیروزی ۴–۱، جام را به دست آورد. با توجه به معضلات برنامه و مسائل سیاسی، نسخه ۱۹۹۰ در میامی بین اتلتیکو ناسیونال و بوکا جونیورز با برتری ۰–۱ تیم آرژانتینی برگزار شد. سال بعد، الیمپیا پاراگوئه بدون نیاز به بحث در مسابقه، برنده رکوپا سودامریکانا شد، زیرا هر دو جام لیبرتادورس و سوپرکوپا سودامریکانا را برد. کونمبول الیمپیا را برنده خودکار مسابقات ۱۹۹۱ اعلام کرد.
در سال ۱۹۹۲ و از سال ۱۹۹۴ تا ۱۹۹۷ مسابقات در ژاپن برگزار شد. کولو-کولو از شیلی پس از تساوی ۰–۰ در فینال ۱۹۹۲، کروزیرو را ۵–۴ در ضربات پنالتی شکست داد. سائوپائولو با وفادار ماندن به روش‌های پیروزی نسل طلایی پائولیستا، در فینال‌های ۱۰۰۳ و ۱۹۹۴ پیروز شد تا اولین تیمی باشد که عنوان قهرمانی را حفظ می‌کند. به دلیل شلوغی برنامه، فینال ۱۹۹۳ به عنوان بخشی از سری آ برزیل برگزار شد و همچنین اولین رکوپا بود که دو تیم از یک کشور را به نمایش گذاشت. در دومین فینال متوالی برزیلی، سائوپائولو با موفقیت از جام در برابر بوتافوگو دفاع کرد. از آنجایی که سائوپائولو هر دو حام لیبرتادورس و سوپرکوپا سودامریکانا را برد، کونمبول برنده جام کونمبول یعنی بوتافوگو را به مسابقات راه داد که درنهایت با نتیجه ۳–۱ از مدافع عنوان قهرمانی باخت.
آرژانتین موفق شد از همسایگان شمالی خود تقلید کند و نسخه ۱۹۹۵ یک امر کاملاً آرژانتینی بود. ایندپندینته به رهبری خورخه بوروچاگا، پس از شکست دادن ولز سارسفیلد افسانه‌ای کارلوس بیانچی با نتیجه ۱–۰ در توکیو، توانست خود را به عنوان برنده معرفی کند. ایندپندینته در دومین فینال متوالی شرکت کرد و پس از شکست ۴–۱، عنوان قهرمانی را به گرمیو واگذار کرد. نسخه ۱۹۹۷ توسط تیم ولز سارسفیلد که با آخرین عنوان خود از کانون توجه بین‌المللی خارج شدند، برنده شد. کروزیرو که در سال‌های ۱۹۹۲ و ۱۹۹۳ موفق به کسب جام نشد، به راحتی در سال ۱۹۹۸ به عنوان بخشی از کوپا مرکوسور قهرمان شد. این سری نهایی دو سال پس از اینکه تیم‌های شرکت کننده در مسابقات مقدماتی مربوطه خود پیروز شدند، برگزار شد.
در پایان فصل ۱۹۹۸، کونمبول سوپرکوپا سودامریکانا را متوقف کرد. در نتیجه نداشتن یک تورنمنت مهم و ثانویه، رکوپا سودامریکانا از سال ۱۹۹۹ تا سال ۲۰۰۲ متوقف شد. با این حال، معرفی کوپا سودامریکانا جدید رقابت را با قهرمانی المپیا در فینال ۲۰۰۳ در لس آنجلس احیا کرد. سینسیانو که برای دومین سال متوالی در یک مکان بی‌طرف بازی کرد، بوکا جونیورز را در ضربات پنالتی شکست داد و دومین عنوان بین‌المللی خود را به دست آورد. از سال ۲۰۰۵ به بعد، رکوپا سودامریکانا به صورت خانگی و خارج از خانه برگزار می‌شود.
در یک مسابقه مجدد از فینال جام لیبرتادورس در سال ۲۰۰۴، بوکا جونیورز انتقام آن شکست را گرفت زیرا در مجموع ۴–۳ اونس کالداس را شکست داد. یک سال بعد، بوکا جونیورز با سائوپائولو (هر دو برنده دو بار مسابقات) روبرو شد تا مشخص شود چه کسی اولین قهرمان سه‌کامپئون خواهد بود. بوکا جونیورز با نتیجه ۴–۳ پیروز شد و با موفقیت از عنوان قهرمانی دفاع کرد و اولین تیمی شد که پس از سائوپائولوی تله سانتانا، قهرمان رکوپا شد. اینترناسیونال اولین تیم برزیلی شد که جام را در نه سال بالای سر برد. مسابقات سال ۲۰۰۸ شاهد برنده شدن چهارمین عنوان قهرمانی بوکا جونیورز برای تبدیل شدن به رهبران مشترک اکثر عناوین بین‌المللی بود که توسط یک باشگاه در آخرین هجوم در صحنه بین‌المللی کسب می‌شد. ال‌دی‌یو کیتو دومین عنوان بین‌المللی خود را به دست آورد زیرا آنها اینترناسیونال را ۴–۰ در مجموع شکست دادند تا اولین عنوان خود را در تاریخ کسب کنند. ال‌دی‌یو کیتو سپس با موفقیت از عنوان قهرمانی خود در سال ۲۰۱۰ برابر استودیانتس دفاع کرد. آنها سومین تیمی بودند که با موفقیت از عنوان قهرمانی دفاع کردند.

## فرمت
برخلاف بسیاری از مسابقات دیگر در سراسر جهان، رکوپا سودامریکانا از وقت اضافه استفاده نمی‌کند، یک دوره بازی اضافی مشخص شده تحت قوانین یک ورزش برای تصمیم‌گیری در مورد بازی و اجتناب از اعلام بازی مساوی یا گل‌های خارج از خانه، روشی برای شکستن روابط در فوتبال و سایر ورزش‌ها زمانی که تیم‌ها دو بار با یکدیگر بازی می‌کنند، یک بار در زمین خانگی هر تیم، تا در مجموع یک تساوی را تعیین کنند.
از سال ۱۹۸۸ تا ۱۹۹۵، به تیم‌ها ۲ امتیاز برای برد، ۱ امتیاز برای تساوی و ۰ امتیاز برای باخت تعلق می‌گیرد. از سال ۱۹۹۵ به بعد، استاندارد «سه امتیاز برای برد»، سیستمی که در سال ۱۹۹۵ توسط فیفا اتخاذ شد و برای بردها ارزش بیشتری قائل بود، در کونمبول به تصویب رسید و تیم‌ها اکنون ۳ امتیاز برای یک برد، ۱ امتیاز برای تساوی و ۰ امتیاز برای باخت کسب می‌کنند. اگر هر دو تیم در امتیازات پس از دو بازی برابر باشند، تفاضل گل وارد بازی خواهد شد. ضربات پنالتی برای تعیین برنده در صورت مساوی بودن بازی روی تفاضل گل استفاده می‌شود.
از آنجایی که این مسابقات در اواسط زمستان برگزار می‌شود، بین قهرمانان مسابقات سال قبل که ذکر شد اختلاف نظر وجود دارد. به همین دلیل، برخی سال قهرمانی را به جای خود مسابقات، با سال مقدماتی حساب می‌کنند؛ بنابراین، کونمبول بیان می‌کند که ناسیونال اروگوئه اولین رکوپا در سال ۱۹۸۹ را برد، در حالی که آراس‌اس‌اس‌اف به آن قهرمانی به عنوان رکوپا ۱۹۸۸ اشاره می‌کند.

## جام
جام رکوپا سودامریکانا همیشه توسط کونمبول حفظ می‌شود. یک جایزه در اندازه کامل به باشگاه برنده تعلق می‌گیرد. ۳۰ مدال طلا به باشگاه برنده و ۳۰ مدال نقره به نایب قهرمان اهدا می‌شود.
جام رکوپا سودامریکانا در تاریخ خود دستخوش تغییرات زیادی نشده‌است. جام شامل یک بدنه با روکش طلا با یک پایه است. بدنه آن از یک توپ آدیداس تانگو تشکیل شده‌است که یک خانواده موفق و برند فوتبال‌های انجمنی است. اولین بار در سال ۱۹۷۸ به عنوان تانگو دوراست برای جام جهانی فوتبال ۱۹۷۸ در آرژانتین معرفی شد. توپ توسط بدنه‌ای طلایی و استوانه‌ای با چهار لبه چهار ضلعی که از بدنه بیرون زده و در فاصله ۴۵ درجه از یکدیگر قرار گرفته‌اند، بالا می‌رود. پایه به دو قسمت تقسیم می‌شود. قسمت بالای پایه از نشان کونمبول تشکیل شده‌است. قسمت پایین پایه شامل یک نشان طلایی در زیر نشان کونمبول است که عبارت "RECOPA" روی آن حک شده‌است. در سمت چپ و راست، نشان‌های برندگان قبلی قرار می‌گیرد.
تیمی که ۳ بار متوالی برنده شود، یک کپی اصلی از جام و یک علامت ویژه به رسمیت می‌گیرد.

## توپ بازی
توپ مسابقه فعلی برای رکوپا سودامریکانا، ساخت نایکی، توتال ۹۰ امنی سی‌اس‌اف نام دارد. این توپ یکی از بسیاری از توپ‌های تولید شده توسط سازنده تجهیزات ورزشی آمریکایی برای کونمبول است که در سال ۲۰۰۹ جایگزین مرکوریال ولوسی های-ویس شد. توپ مورد تأیید فیفا و وزن تقریبی ۴۲۲ گرم، شکل کروی دارد که به توپ اجازه می‌دهد سریعتر، دورتر و با دقت بیشتری پرواز کند. به گفته نایکی، دقت هندسی توپ فشار را به‌طور مساوی در پانل‌ها و اطراف توپ توزیع می‌کند. لایه پلی‌اتیلن فشرده انرژی حاصل از ضربه را ذخیره می‌کند و در هنگام پرتاب آن را آزاد می‌کند و محفظه هوای ۶ بال کربن-لاتکس شتاب را بهبود می‌بخشد. یکی دیگر از ویژگی‌های توپ لایه لاستیکی آن است؛ طراحی شده‌است تا در عین حفظ انرژی ضربه و رهاسازی آن در کودتا، پاسخ بهتری ارائه دهد. مواد پشتیبان آن از کف منبسط شده با نیتروژن متقاطع باعث حفظ و ماندگاری شکل آن می‌شود. پارچه پشتیبانی پلی‌استر ساختار و ثبات را افزایش می‌دهد. گرافیک نامتقارن با کنتراست بالا در اطراف توپ، هنگام چرخش توپ برای سیگنال بصری قوی‌تر، سوسو زدن بهینه ایجاد می‌کند و به بازیکن اجازه می‌دهد تا توپ را راحت‌تر شناسایی و ردیابی کند.

## حمایت مالی
مانند جام جهانی فوتبال، رکوپا سودامریکانا توسط گروهی از شرکت‌های چند ملیتی حمایت می‌شود. برخلاف تورنمنت برتر فوتبال که ذکر شد، این مسابقات از یک حامی اصلی استفاده می‌کند. در حال حاضر عمدتاً توسط بانک سانتاندر، یکی از بزرگ‌ترین بانک‌های جهان، حمایت مالی می‌شود. قرارداد درحال اجرا برای یک دوره سه ساله با نسخه ۲۰۱۲ آغاز شد. و به عنوان اسپانسر اصلی مسابقات، نام این بانک را به خود اختصاص داد؛ بنابراین، این رقابت به‌طور رسمی به عنوان «جام سانتاندر لیبرتادورس» شناخته می‌شود. اولین حامی اصلی این رقابت، شبکه تلویزیونی کابلی آمریکای لاتین فاکس اسپورتس لاتین‌آمریکا بود که بر برنامه‌های مرتبط با ورزش از جمله برنامه‌های تلویزیونی زنده و از پیش ضبط‌شده، برنامه‌های گفتگوی ورزشی و دیگر برنامه‌های اصلی تمرکز دارد. حمایت مالی فقط برای نسخه ۲۰۰۵ مسابقات بود که به‌طور رسمی به عنوان «فاکس اسپورتس رکوپا سودامریکانا» شناخته می‌شد. دومین حامی اصلی ویزا، یک شرکت خدمات مالی چندملیتی آمریکایی بود. این قرارداد برای یک دوره ۳ ساله اجرا شد که با نسخه ۲۰۰۶ آغاز شد. به عنوان حامی اصلی مسابقات، این رقابت نام شرکت را یدک می‌کشید؛ بنابراین، این رقابت به‌طور رسمی به عنوان «رکوپا ویزا سودامریکانا» شناخته شد.
با این حال، این رقابت حامیان ثانویه زیادی داشته‌است که در این مسابقات نیز سرمایه‌گذاری می‌کنند. بسیاری از این حامیان مالی در سطح ملی هستند اما به کشورهای دیگر گسترش یافته‌اند. نایکی مانند سایر مسابقات کونمبول، توپ رسمی مسابقه را تأمین می‌کند. باشگاه‌های انفرادی ممکن است پیراهن‌هایی با تبلیغات بپوشند، حتی اگر این حامیان مالی با اسپانسرهای رکوپا سودامریکانا در تضاد باشند.
حامیان مالی و برندهای ثانویه فعلی مسابقات که تبلیغ می‌شوند (به صورت مورب) عبارتند از:
- فاکس اسپورتس
  - فاکس اسپورتس (آمریکای لاتین)
  - فاکس اسپورتس برزیل
  - فاکس دپورتس
- دیاریو کرونیکا
- افکتیوو سی
- گوئررو
- لا نوئوا سگوروس
- بین تی‌وی
- دایرکت‌تی‌وی
- ایزی
- پولاکرین
- راپیپاگو
- ریباک
- کوکا کولا
- بادویزر
- تارجتا نارانجا

## آمار و ارقام
لئوناردو پونزیو، سباستین باتاگلیا، نری کاردوزو، رودریگو پالاسیو و خسوس دارتولو، کامیلو مایادا و کلودیو مورل رودریگس تنها بازیکنانی هستند که موفق به کسب سه مدال برنده رکوپا سودامریکانا شده‌اند. برترین گلزن کل تاریخ رکوپا سودامریکانا رودریگو پالاسیو است که پنج گل را به ثمر رسانده‌است. لئاندرو دامیائو با ۳ گل دوم است. رودریگو پالاسیو و لئاندرو دامیائو رکورد بیشترین گل زده در یک بازی رکوپا سودامریکانا را دارند. هر سه گل آنها به ترتیب در فینال‌های ۲۰۰۶ و ۲۰۱۰ به ثمر رسید. کلودیو مورل رودریگز بازیکنی است که بیشترین حضور در این رقابت‌ها را داشته‌است؛ این بازیکن در ۵ دوره (برنده سه فینال)، همه آنها در بوکا جونیورز به استثنای سال ۲۰۰۳ (بازی در سن لورنسو) حضور داشته‌است. جولیو سزار کاسرز پاراگوئه‌ای، خسوس دارتولو آرژانتینی و آندره برزیلی تنها بازیکنانی هستند که با دو تیم قهرمان رکوپا سودامریکانا شدند. کاسرز در سال ۲۰۰۳ با اولیمپیا و ۲۰۰۸ با بوکا جونیورز قهرمان شد، دارتولو در سال ۲۰۰۶ و ۲۰۰۸ با بوکا جونیورز و در سال ۲۰۱۴ با اتلتیکو مینیرو قهرمان شد و آندره در سال ۲۰۱۲ با سانتوس و ۲۰۱۴ با اتلتیکو مینیرو قهرمان شد.
مارچلو گالاردو آرژانتینی تنها سرمربی‌ای است که تا به حال سه قهرمانی در رکوپا سودامریکانا را بدست آورده‌است. تله سانتانا و لویر کالپی، لوئیس کوبییا اروگوئه‌ای و آلفیو باسیله آرژانتینی تنها سرمربیانی هستند که موفق به کسب دو قهرمانی رکوپا سودامریکانا شده‌اند. همه سرمربیان برنده رکوپا سودامریکانا بومی کشوری بودند که در آن مربیگری کردند به جز کوبییا، میرکو یوزیچ، خورخه فوساتی و ادگاردو بائوسا. یوزیچ کروات که در سال ۱۹۹۲ با کولو-کولو شیلی قهرمان شد، این افتخار را دارد که تنها مربی غیرآمریکایی جنوبی باشد که برنده این مسابقات شده‌است.

### قهرمانان
| باشگاه             | قهرمانی | نایب قهرمانی | فصل قهرمانی            | فصل نایب قهرمانی |
| ------------------ | ------- | ------------ | ---------------------- | ---------------- |
| بوکا جونیورز       | ۴       | ۱            | ۱۹۹۰، ۲۰۰۵، ۲۰۰۶، ۲۰۰۸ | ۲۰۰۴             |
| ریور پلاته         | ۳       | ۲            | ۲۰۱۵، ۲۰۱۶، ۲۰۱۹       | ۱۹۹۷، ۱۹۹۸       |
| سائوپائولو         | ۲       | ۲            | ۱۹۹۳، ۱۹۹۴             | ۲۰۰۶، ۲۰۱۳       |
| اینترناسیونال      | ۲       | ۱            | ۲۰۰۷، ۲۰۱۱             | ۲۰۰۹             |
| ال‌دی‌یو کیتو        | ۲       | ۱            | ۲۰۰۹، ۲۰۱۰             | ۲۰۲۴             |
| الیمپیا            | ۲       | ۰            | ۱۹۹۱، ۲۰۰۳             |                  |
| گرمیو              | ۲       | ۰            | ۱۹۹۶، ۲۰۱۸             |                  |
| ایندپندینته        | ۱       | ۳            | ۱۹۹۵                   | ۱۹۹۶، ۲۰۱۱، ۲۰۱۸ |
| کروزیرو            | ۱       | ۲            | ۱۹۹۸                   | ۱۹۹۲، ۱۹۹۳       |
| ولز سارسفیلد       | ۱       | ۱            | ۱۹۹۷                   | ۱۹۹۵             |
| اتلتیکو ناسیونال   | ۱       | ۱            | ۲۰۱۷                   | ۱۹۹۰             |
| فلامینگو           | ۱       | ۱            | ۲۰۲۰                   | ۲۰۲۳             |
| پالمیراس           | ۱       | ۱            | ۲۰۲۲                   | ۲۰۲۱             |
| ایندپندینته دل‌وایه | ۱       | ۱            | ۲۰۲۳                   | ۲۰۲۰             |
| راسینگ             | ۱       | ۱            | ۲۰۲۵                   | ۱۹۸۹             |
| ناسیونال           | ۱       | ۰            | ۱۹۸۹                   |                  |
| کولو-کولو          | ۱       | ۰            | ۱۹۹۲                   |                  |
| سینسیانو           | ۱       | ۰            | ۲۰۰۴                   |                  |
| سانتوس             | ۱       | ۰            | ۲۰۱۲                   |                  |
| کورینتیانس         | ۱       | ۰            | ۲۰۱۳                   |                  |
| اتلتیکو مینیرو     | ۱       | ۰            | ۲۰۱۴                   |                  |
| دیفنسا جاستیکیا    | ۱       | ۰            | ۲۰۲۱                   |                  |
| فلومیننزه          | ۱       | ۰            | ۲۰۲۴                   |                  |
| سن لورنسو          | ۰       | ۲            |                        | ۲۰۰۳، ۲۰۱۵       |
| اتلتیکو پارانائنزه | ۰       | ۲            |                        | ۲۰۱۹، ۲۰۲۲       |
| بوتافوگو           | ۰       | ۲            |                        | ۱۹۹۴، ۲۰۲۵       |
| اونس کالداس        | ۰       | ۱            |                        | ۲۰۰۵             |
| پاچوکا             | ۰       | ۱            |                        | ۲۰۰۷             |
| آرسنال             | ۰       | ۱            |                        | ۲۰۰۸             |
| استودیانتس         | ۰       | ۱            |                        | ۲۰۱۰             |
| یونیورسیداد شیلی   | ۰       | ۱            |                        | ۲۰۱۲             |
| لانوس              | ۰       | ۱            |                        | ۲۰۱۴             |
| سانتا فه           | ۰       | ۱            |                        | ۲۰۱۶             |
| شاپه‌کوئنزه         | ۰       | ۱            |                        | ۲۰۱۷             |